# Diego La Matina
Diego La Matina (Racalmuto, 1622 – Palermo, 17 marzo 1658) è stato un religioso italiano.
È uno dei personaggi più interessanti della storia dell'inquisizione siciliana, ricordato come eroe da alcuni, primo tra tutti Leonardo Sciascia nel suo Morte dell'Inquisitore, per esser riuscito a uccidere il suo inquisitore.

## Biografia
Religioso agostiniano all'età di 22 anni, è incarcerato per esser «scorridore di campagne», inizia un iter che lo porterà fuori e dentro le carceri dell'inquisizione siciliana per ben 5 volte, con capi di imputazione sempre più gravi: blasfemia, ingiuria, disprezzo delle sacre immagini e dei sacramenti, eresia, fino alla condanna al rogo durante l'autodafé del 17 marzo 1658 avvenuta sul piano di Sant'Erasmo, esecuzione che segue l'aggressione mortale all'inquisitore Juan López de Cisneros (1585 circa-1657), avvenuta durante un «colloquio privato».
Dalla ricostruzione fatta dallo storico Vittorio Sciuti Russi, sulla base delle lettere tra l'inquisizione siciliana e la suprema di Madrid, La Matina al momento del colloquio aveva le catene spezzate e ferì a morte l'inquisitore con un ferro da tortura, («un ferro — scrive il giornalista Felice Cavallaro, riportando le conclusioni di Sciuti Russi — che non dovrebbe trovarsi nella sala adibita al colloquio, al recupero dell'anima, come si vorrebbe da un candidato alla santità», ossia lo stesso vescovo spagnolo). Questo omicidio avviene nel quadro di una detenzione che si protraeva ormai da quasi tredici anni e che continuava nonostante la sentenza arrivata da Madrid che voleva fra Diego rinchiuso a vita in un convento.

## Nella letteratura
La vicenda di Fra Diego ispirò anche Luigi Natoli che scrisse un romanzo eponimo dallo scarso rigore storico, ma che si basa, piuttosto, sull'intreccio di fatti storici ruotanti attorno alle rivolte palermitane di Giuseppe D'Alesi (1647 e 1649) contemporanee a quelle di Masaniello a Napoli. Il romanziere volle fra Diego difensore di due donne (madre, Isabella, e figlia, Cristina) e un bambino (figlio naturale di Cristina avuto da un guantaio ugonotto) perseguitate dall'avido prete Don Angelo, parente di Cisneros, il quale aveva il fine di impossessarsi della ricca eredità delle donne, divenendo loro tutore. 
Leonardo Sciascia, nel suo Morte dell'Inquisitore, riporta, per poi smentirla, la precedente leggenda racalmutese di un delitto d'onore (avendo egli invece ucciso il sovrintendente del Conte del Carretto, a Racalmuto, per vendicare lo stupro di sua sorella). Tesi smentita inoltre dagli studiosi che dopo di lui esaminarono il caso. A Racalmuto esistono ancora una contrada e delle grotte, antiche necropoli sicane, recanti il suo nome. In tali grotte si dice che fra Diego si fosse nascosto dopo la fuga dallo Steri di Palermo.
Sciascia, che nel suo libro arriva a dipingere fra Diego come un eroe rivoluzionario, sottolineava il fatto che il frate di Racalmuto fu l'unico tra le migliaia di detenuti delle carceri dell'inquisizione di tutto il mondo a riuscire a uccidere il suo inquisitore.